# Olga Rypakova
Olga Rypakova-Alekseyeva, Ольга Сергеевна Рыпакова, (Öskemen, 30 november 1984) is een Kazachse voormalige meerkampster, die ook op topniveau aan verspringen en hink-stap-springen deed. Op het laatste atletiekonderdeel is zij houdster van het Aziatisch in- en outdoorrecord en werd zij in 2010 wereldindoorkampioene. Ze nam viermaal deel aan de Olympische Spelen. Bij die gelegenheden veroverde zij eenmaal de gouden, eenmaal de zilveren en eenmaal de bronzen medaille.

## Loopbaan

### Eerste successen
Het eerste grote succes van Rypakova – die toen al drie jaar getrouwd was met de voormalige 400 meterloper Denis Rypakov en een driejarige dochter had – behaalde zij op de Aziatische kampioenschappen van 2007, waar ze zowel het onderdeel verspringen als het onderdeel hink-stap-springen wist te winnen. Op de wereldkampioenschappen van 2007 in Osaka werd ze elfde bij het hink-stap-springen.

### Olympisch debuut in 2008
Het volgende jaar viel zij op de wereldindoorkampioenschappen in Valencia met een hink-stap-sprong van 14,58 m net buiten de medailles, al hield ze er naast haar vierde plaats in elk geval nog een Aziatisch record aan over. Op de Olympische Spelen van 2008 in Peking sneuvelde ze in de kwalificatieronde met een 6,30 m bij het verspringen. Bij het hink-stap-springen behaalde ze de vierde plaats, maar deze prestatie werd vanwege positieve dopingtesten van de zilveren en bronzen medaille opgewaardeerd naar een zilveren medaille.

### Olympisch goud in 2012
In 2012 behaalde Rypakova het grootste succes van haar sportcarrière. Op de Olympische Spelen in Londen won ze een gouden medaille bij het hink-stap-springen. Met een beste poging en tevens persoonlijk record van 14,98 bleef ze de Colombiaanse Caterine Ibargüen (zilver; 14,80) en Oekraïense Olha Saladuha (brons; 14,79) voor.

### Brons op WK 2015 en OS 2016
In 2013 bracht Rypakova haar tweede kind, een zoon, ter wereld en kwam zij om die reden niet in actie op de atletiekbanen. Haar comeback vierde zij in 2014 met een overwinning bij het hink-stap-springen op de Aziatische Spelen in Incheon. Een jaar later veroverde zij eerst haar vijfde nationale titel bij het verspringen en haar derde bij het hink-stap-springen, om vervolgens op het laatste onderdeel op de WK in Peking met een beste prestatie van 14,77 het brons te grijpen. Dat was één centimeter minder dan de Israëlische winnares van het zilver Hanna Knyazyeva-Minenko had gesprongen.
In 2016 veroverde Rypakova op de Aziatische indoorkampioenschappen goud bij het hink-stap-springen en brons bij het verspringen, alvorens op de Olympische Spelen van Rio haar derde olympische medaille, een bronzen ditmaal, te veroveren met een beste hink-stap-sprong van 14,74.

## Titels
- Olympisch kampioene hink-stap-springen - 2012
- Wereldindoorkampioene hink-stap-springen - 2010
- Aziatische Spelen kampioene hink-stap-springen - 2010, 2014, 2018
- Aziatisch kampioene verspringen - 2007
- Aziatisch kampioene hink-stap-springen - 2007, 2008, 2009, 2016
- Aziatisch indoorkampioene vijfkamp - 2006
- Universitair kampioene verspringen - 2007
- Kazachs kampioene verspringen - 2005, 2006, 2007, 2011, 2015
- Kazachs kampioene hink-stap-springen - 2007, 2011, 2015
- Kazachs kampioene zevenkamp - 2006
- Kazachs indoorkampioene verspringen - 2004, 2006, 2010
- Kazachs indoorkampioene hink-stap-springen - 2008, 2010, 2012
- Kazachs indoorkampioene vijfkamp - 2004

## Persoonlijke records
Outdoor
| Onderdeel          | Prestatie    | Datum            | Plaats  |
| ------------------ | ------------ | ---------------- | ------- |
| 200 m              | 24,83 s      | 10 mei 2002      | Almaty  |
| 800 m              | 2.20,12      | 11 mei 2002      | Almaty  |
| 100 m horden       | 14,02 s      | 27 juni 2006     | Almaty  |
| hoogspringen       | 1,92 m       | 8 december 2006  | Doha    |
| verspringen        | 6,85 m       | 10 augustus 2007 | Bangkok |
| hink-stap-springen | 15,25 m (AR) | 4 september 2010 | Split   |
| kogelstoten        | 13,04 m      | 27 juni 2006     | Almaty  |
| speerwerpen        | 41,60 m      | 26 Aug 2003      | Daegu   |
| zevenkamp          | 6113 p       | 28 juni 2006     | Almaty  |

Indoor
| Onderdeel          | Prestatie    | Datum            | Plaats    |
| ------------------ | ------------ | ---------------- | --------- |
| 800 m              | 2.22,57      | 6 februari 2004  | Karaganda |
| 60 m horden        | 8,68 s       | 10 februari 2006 | Pattaya   |
| hoogspringen       | 1,88 m       | 10 februari 2006 | Pattaya   |
| verspringen        | 6,58 m       | 2 november 2009  | Hanoi     |
| hink-stap-springen | 15,14 m (AR) | 13 maart 2010    | Doha      |
| kogelstoten        | 12,90 m      | 10 februari 2006 | Pattaya   |
| vijfkamp           | 4582 p       | 10 februari 2006 | Pattaya   |

## Prestaties

### Kampioenschappen
| Jaar | Wedstrijd                | Plaats         | Resultaat | Onderdeel          | Prestatie |
| ---- | ------------------------ | -------------- | --------- | ------------------ | --------- |
| 2001 | WK junioren B            | Debrecen       | 4e        | zevenkamp          | 5198 p    |
| 2002 | WK U20                   | Kingston       | 1e        | zevenkamp          | 5727 p    |
| 2005 | Aziatische Indoor Spelen | Bangkok        | 1e        | vijfkamp           | 3954 p    |
|      | Aziatische kamp.         | Incheon        | 4e        | verspringen        | 6,50 m    |
| 2006 | WK indoor                | Moskou         | 7e        | vijfkamp           | 4368 p    |
|      | Wereldbeker              | Athene         | 8e        | verspringen        | 6,21 m    |
|      | Aziatische Spelen        | Doha           | 3e        | verspringen        | 6,49 m    |
|      | Aziatische Spelen        | Doha           | 1e        | zevenkamp          | 5955 p    |
| 2007 | Aziatische kamp.         | Amman          | 1e        | verspringen        | 6,50 m    |
|      | Aziatische kamp.         | Amman          | 1e        | vijfkamp           | 4582 p    |
|      | WK                       | Osaka          | 11e       | hink-stap-springen | 14,32 m   |
| 2008 | WK indoor                | Valencia       | 4e        | hink-stap-springen | 14,58 m   |
|      | OS                       | Peking         | 2e        | hink-stap-springen | 15,11 m   |
| 2009 | Aziatische kamp.         | Guangzhou      | 1e        | hink-stap-springen | 14,53 m   |
|      | WK                       | Berlijn        | 10e       | hink-stap-springen | 14,91 m   |
| 2010 | WK indoor                | Doha           | 1e        | hink-stap-springen | 15,14 m   |
|      | Aziatische Spelen        | Guangzhou      | 1e        | hink-stap-springen | 14,78 m   |
|      | Aziatische Spelen        | Guangzhou      | 2e        | verspringen        | 6,50 m    |
| 2011 | WK                       | Daegu          | 2e        | hink-stap-springen | 14,89 m   |
| 2012 | WK indoor                | Istanbul       | 2e        | hink-stap-springen | 14,63 m   |
|      | OS                       | Londen         | 1e        | hink-stap-springen | 14,98 m   |
| 2014 | Aziatische Spelen        | Incheon        | 1e        | hink-stap-springen | 14,32 m   |
| 2015 | WK                       | Peking         | 3e        | hink-stap-springen | 14,77 m   |
| 2016 | OS                       | Rio de Janeiro | 3e        | hink-stap-springen | 14,74 m   |
| 2017 | WK                       | Londen         | 3e        | hink-stap-springen | 14,77 m   |
| 2018 | Aziatische Spelen        | Jakarta        | 1e        | hink-stap-springen | 14,26 m   |

### Diamond League-podiumplekken
| Jaar | Wedstrijd                            | Plaats      | Resultaat | Onderdeel          | Prestatie |
| ---- | ------------------------------------ | ----------- | --------- | ------------------ | --------- |
| 2010 | Shanghai Golden Grand Prix           | Shanghai    | 1e        | hink-stap-springen | 14,89 m   |
|      | Golden Gala                          | Rome        | 2e        | hink-stap-springen | 14,74 m   |
|      | Prefontaine Classic                  | Eugene      | 2e        | hink-stap-springen | 14,45 m   |
|      | Athletissima                         | Lausanne    | 2e        | hink-stap-springen | 14,60 m   |
|      | Aviva London Grand Prix              | Londen      | 2e        | hink-stap-springen | 14,74 m   |
|      | Memorial Van Damme                   | Brussel     | 1e        | hink-stap-springen | 14,80 m   |
| 2011 | Shanghai Golden Grand Prix           | Shanghai    | 3e        | hink-stap-springen | 14,17 m   |
|      | Meeting Areva                        | Saint-Denis | 3e        | hink-stap-springen | 14,48 m   |
|      | Aviva London Grand Prix              | Londen      | 2e        | hink-stap-springen | 14,49 m   |
|      | Memorial Van Damme                   | Brussel     | 3e        | hink-stap-springen | 14,49 m   |
| 2012 | Eindzege Diamond League              | nvt         |           | hink-stap-springen | nvt       |
|      | Qatar Athletic Super Grand Prix      | Doha        | 1e        | hink-stap-springen | 14,33 m   |
|      | Golden Gala                          | Rome        | 2e        | hink-stap-springen | 14,73 m   |
|      | Adidas Grand Prix                    | New York    | 1e        | hink-stap-springen | 14,71 m   |
|      | Herculis                             | Monaco      | 3e        | hink-stap-springen | 14,46 m   |
|      | Athletissima                         | Lausanne    | 1e        | hink-stap-springen | 14,68 m   |
|      | Birmingham Grand Prix                | Birmingham  | 3e        | hink-stap-springen | 14,34 m   |
|      | Memorial Van Damme                   | Brussel     | 1e        | hink-stap-springen | 14,72 m   |
| 2015 | London Sainsbury's Anniversary Games | Londen      | 1e        | hink-stap-springen | 14,33 m   |
| 2016 | Birmingham Grand Prix                | Birmingham  | 1e        | hink-stap-springen | 14,61 m   |
| 2017 | Weltklasse Zürich                    | Zürich      | 1e        | hink-stap-springen | 14,55 m   |

## Onderscheidingen
- Olympic Council of Asia award - 2012

1996: Inessa Kravets ·
2000: Tereza Marinova ·
2004: Françoise Mbango Etone ·
2008: Françoise Mbango Etone ·
2012: Olga Rypakova ·
2016: Caterine Ibargüen ·
2020: Yulimar Rojas ·
2024: Thea LaFond